# Magomedgadji Nurov
Magomedgadji Omardibirovich Nurov (mac. Магомедгаџи Омардибирович Нуров; ur. 19 kwietnia 1993) – macedoński zapaśnik startujący w stylu wolnym. Olimpijczyk z Tokio 2020, gdzie zajął dziewiąte miejsce w wadze 97 kg.
Brązowy medalista mistrzostw świata w 2019. Piąty na mistrzostwach Europy w 2017, 2018 i 2019. Piąty na igrzyskach europejskich w 2019. Triumfator igrzysk śródziemnomorskich w 2018 i 2022 roku.